# Tasiocera tridentata
Tasiocera tridentata är en tvåvingeart som först beskrevs av Alexander 1922.  Tasiocera tridentata ingår i släktet Tasiocera och familjen småharkrankar. Inga underarter finns listade i Catalogue of Life.